# Kandelia candel
El ligasán de Filipinas o mangle rojo de la India (Kandelia candel) es una especie botánica de plantas fanerógamas en la familia de las Rhizophoraceae.  Es endémica del Sudeste de Asia, en Singapur sólo se encuentra en Sungei Tampines.

## Descripción
Son árboles que alcanzan los 7 m de altura vivíparos, sin neumatóforos, ni aletones. Tienen hojas opuestas, brillantes, elípticas a oblongas, con estípulas aplanadas. Pueden tener flores blancas, con numerosos estambres; las plántulas poseen un hipocotilo con lo cual se mantienen en el árbol hasta alcanzar aproximadamente 40 cm momento en el cual alcanzan la madurez, sépalos persistentes. En Hong Kong florece desde inicios de junio hasta finales de agosto y los propagulos crecen en los árboles de septiembre a junio.

## Distribución y hábitat
Es una de las especies dominantes de los bosques de manglar de la costa de China. Se encuentra enlistada en Singapur como especie en vía de extinción. 

## Usos
Entre sus usos sen encuentra su utilización como leña para obtener piezas de madera, para la construcción y para obtener taninos. Los frutos contienen fécula, los cuales son rebanados, puestos en remojo por varias horas para lavar los taninos y de esa manera se obtiene una masa con la que se pueden hacer galletas o endulzar rellenos para pasteles (Villalba J. 2005. .

## Taxonomía
Kandelia candel fue descrita por (Linneo) Druce y publicado en Botanical Exchange Club and Society of the British Isles (Report,) 3: 420, en el año 1914.
Sinonimia
- Rhizophora candel L[6]